# Lijst van burgemeesters van Nieuwvliet
Dit is een lijst van burgemeesters van de voormalige Nederlandse gemeente Nieuwvliet tot die gemeente in 1970 opging in de gemeente Oostburg.
| Ambtsperiode | Naam burgemeester              | Leefde    | Partij of stroming | Bijzonderheden                                                                                        |
| ------------ | ------------------------------ | --------- | ------------------ | --- |
| 1796 - 1802  | Jan Petit                      | 1737-1810 |                    | agent municipal, vanaf 1800 maire                                                                     |
| 1802 - 1808  | Charel Cappon                  | 1756-1817 |                    | maire                                                                                                 |
| 1808 - 1823  | Johannis Egbers Faro           | 1780-1826 |                    | maire, daarna schout                                                                                  |
| 1823 - 1843  | Isaak Sanders                  | 1776-1849 |                    | schout, vanaf 1825 burgemeester                                                                       |
| 1843 - 1853  | Jannis du Bois                 | 1783-1870 |                    | |
| 1853 - 1880  | Marinus Mazure                 | 1817-1887 |                    | tevens burgemeester van Groede (1846-1880)                                                            |
| 1881 - 1908  | Johan Gerard Gerritsen         | 1854-1908 |                    | tevens burgemeester van Groede (1881-1908) en Breskens (1879-1908)                                    |
| 1909 - 1921  | Jan Marie van Oostrom Soede    | 1881-1968 |                    | tevens burgemeester van Groede                                                                        |
| 1921 - 1945  | Marius Wagtho                  | 1882-1963 |                    | tevens burgemeester van Groede                                                                        |
| 1945         | J. de Hullu                    |           |                    | waarnemend                                                                                            |
| 1945 - 1946  | Gerard Feiko Lunsingh Tonckens | 1907-1992 |                    | waarnemend, tevens waarnemend burgemeester van Groede                                                 |
| 1946 - 1966  | Johannes Carel Everaars        | 1901-1990 | PvdA               | tevens burgemeester van Groede (1946-1966) en aansluitend tot 1970 waarnemend burgemeester van Groede |
| 1967 - 1970  | Jacobus Abraham (Ko) Leenhouts | 1911-1981 |                    | waarnemend, tevens burgemeester van Cadzand en Retranchement (beide 1946-1970)                        |